# Pervez Rashid
Pervez Rashid (del urdu: پرويز رشيد [Pervaiz Rashid]) (n. 1 de mayo de 1950. Rawalpindi, Raj británico, Imperio británico) es un político pakistaní. Fue senador por la provincia de Punjab desde marzo de 2009 hasta marzo de 2015. Actualmente es ministro federal del Ministerio de Información, Difusión y Patrimonio Nacional, cargo que ostenta desde 2013.

## Primeros años
Pervaiz Rashid nació el 1 de mayo de 1950 en Rawalpindi, en ese momento parte de la colonia británica en India. Hijo de una familia de pastores y agricultores, su padre, Abdul Rasheed, fue un activista del Movimiento Pakistaní, un frente político que buscaba la independencia de los territorios que actualmente conforman a Pakistán.
Después de graduarse de la enseñanza secundaria en Lahore, asistió al Gordon College, donde recibió el título de Bachelor of Arts en Bellas artes. Fue considerado como uno de los estudiantes más brillantes e hizo amistad con varios políticos que tomaban clases ahí. En la década de 1970 inició su carrera política como líder estudiantil en contra del Partido del Pueblo Pakistaní, dirigido por el primer ministro Zulfikar Ali Bhutto. En la década de 1980 entró a trabajar en la Corporación televisiva de Pakistán. Debido a su ideología conservadora y sus puntos de vista similares, logró ser parte del círculo cercano de Nawaz Sharif en 1990.
Continuó sus relaciones políticas a través del partido Liga Musulmana de Pakistán (N) y llegó a convertirse en presidente de la Corporación televisiva de Pakistán, empresa propiedad del Estado, en 1997. En 1999 fue despedido de su cargo tras el golpe de Estado orquestado por Pervez Musharraf en contra de Nawas Sharif.

## Carrera política
Fue elegido como senador de Pakistán por la provincia de Punjab en 1998 y volvió a ostentar el puesto en 2009, en ambos casos con el apoyo del partido Liga Musulmana de Pakistán (N). Fue miembro del comité del senado de información y difusión durante el tercer mandato de Nawaz Sharif. El 3 de junio de 2013 presentó juramento para el cargo de ministro federal para el Ministerio de Información, Difusión y Patrimonio Nacional de Pakistán.